# Erythrina
Erythrina L. è un genere di piante della famiglia delle Fabacee (sottofamiglia Faboideae, tribù Phaseoleae).

## Descrizione

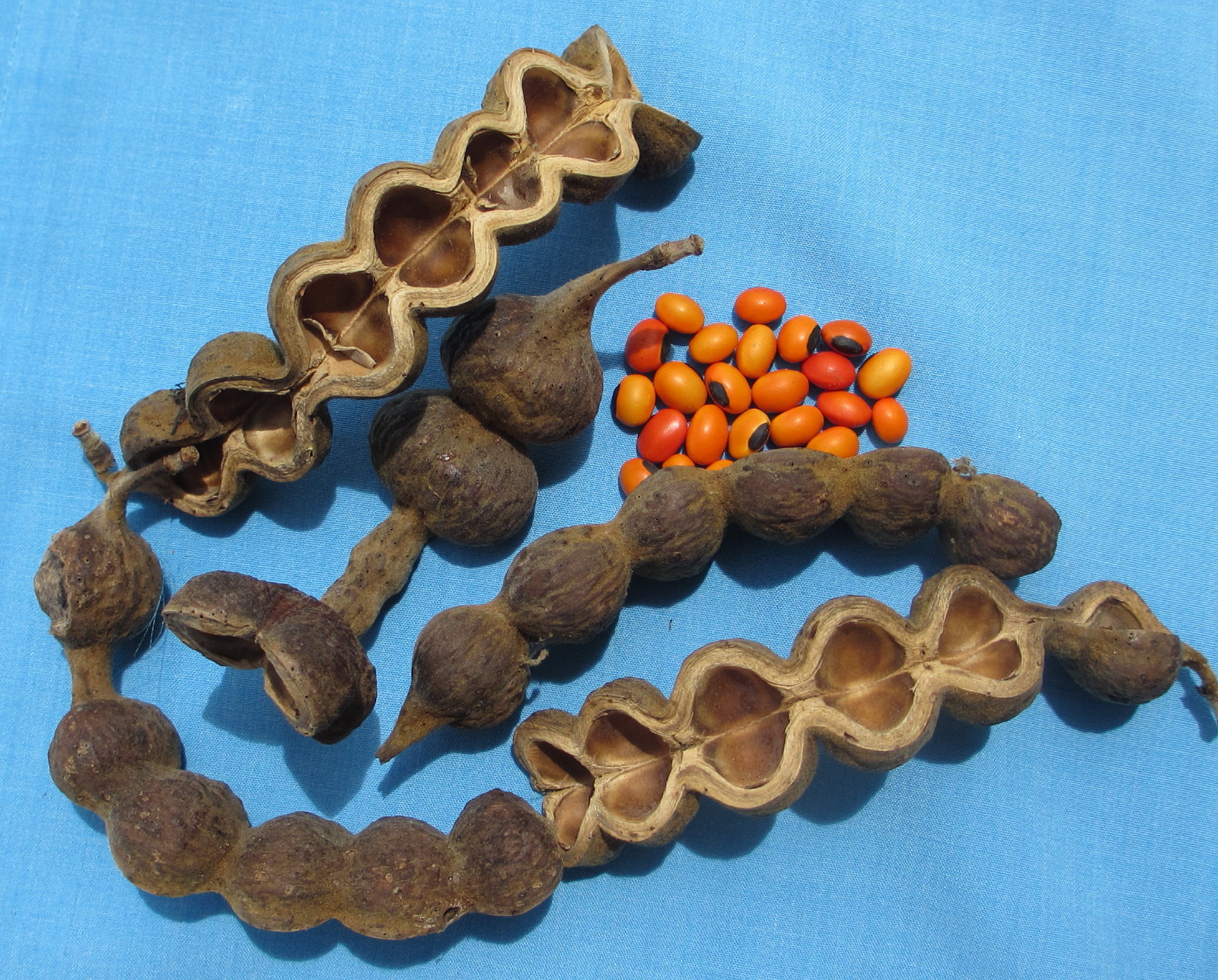
Baccelli e semi di E. haerdii

Comprende oltre un centinaio di specie, in prevalenza arboree o arbustive, raramente erbacee, caratterizzate da vistose infiorescenze racemose di colore generalmente rosso acceso (ma alcune specie, come p.es. Erythrina sandwicensis, esibiscono infiorescenze bianche, rosa, gialle o verdi).
Le foglie, alterne, pinnate, compaiono in epoca successiva alla fioritura. Il frutto è un baccello oblungo, spesso ricurvo, che contiene da 1 a 14 semi ovoidali, simili a fagioli, di colore dal bianco al rosso e al marrone, spesso con una macchia nera in corrispondenza dell'ilo.

## Distribuzione e habitat
Le specie di questo genere sono presenti nelle regioni tropicali e subtropicali del globo terrestre, estendosi sino alla zona temperata.

## Tassonomia
Il genere comprende le seguenti specie:
- Erythrina abyssinica DC.
- Erythrina acanthocarpa E.Mey.
- Erythrina acunae Borhidi

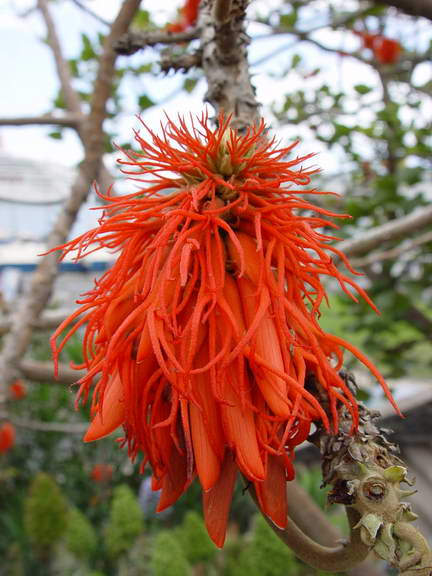
Erythrina abyssinica

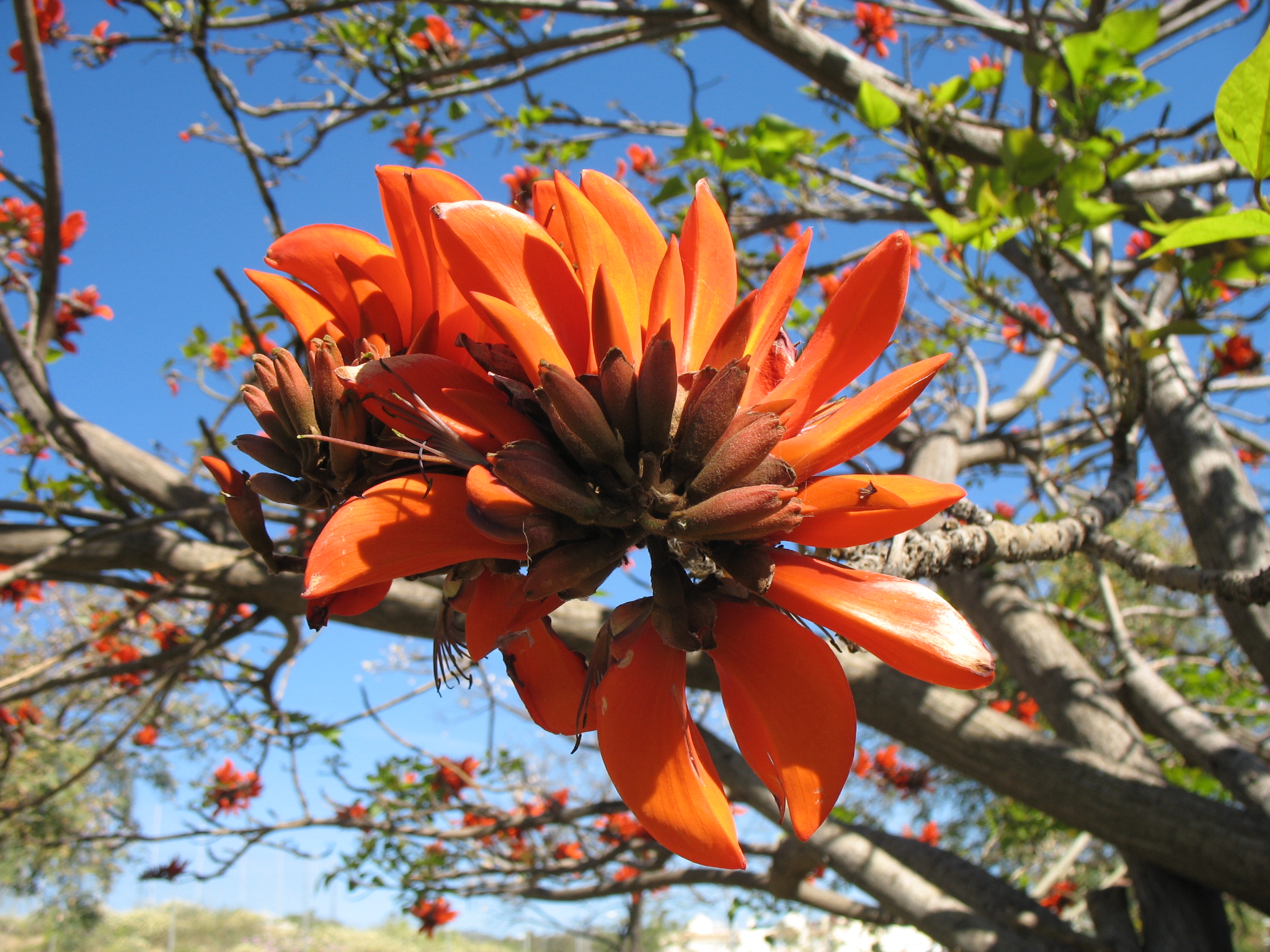
Erythrina caffra

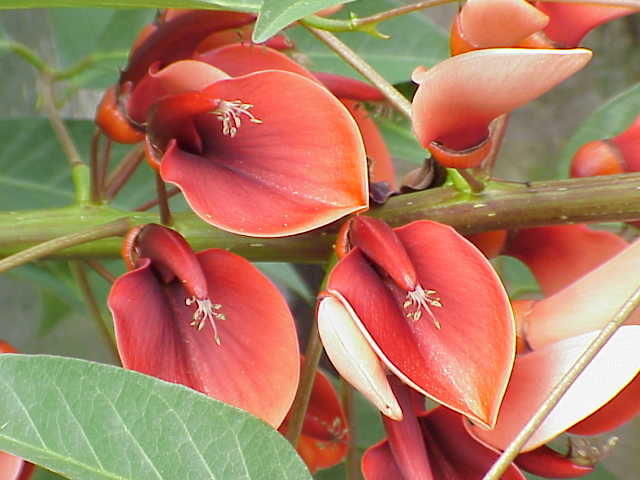
Erythrina crista-galli

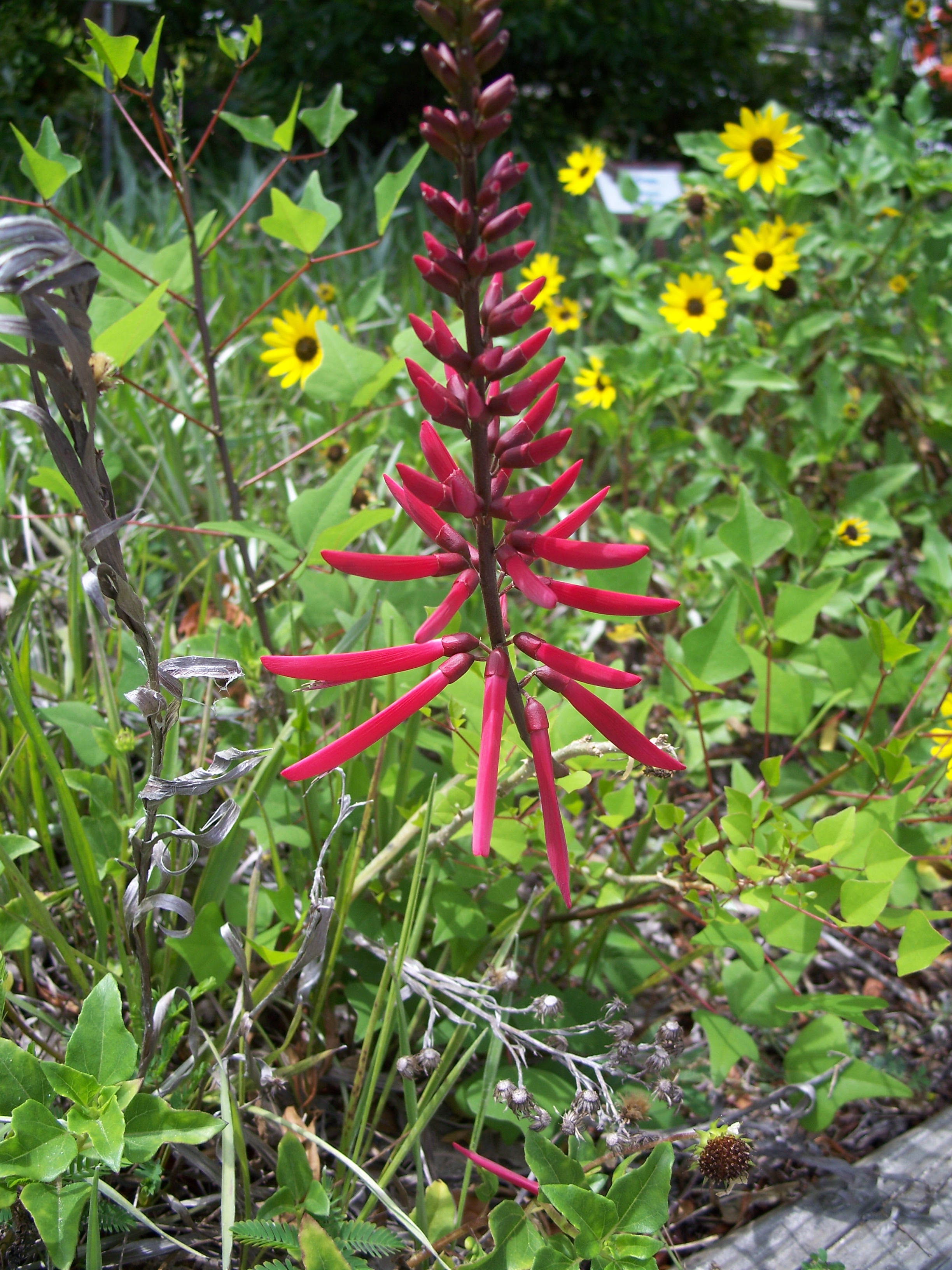
Erythrina herbacea

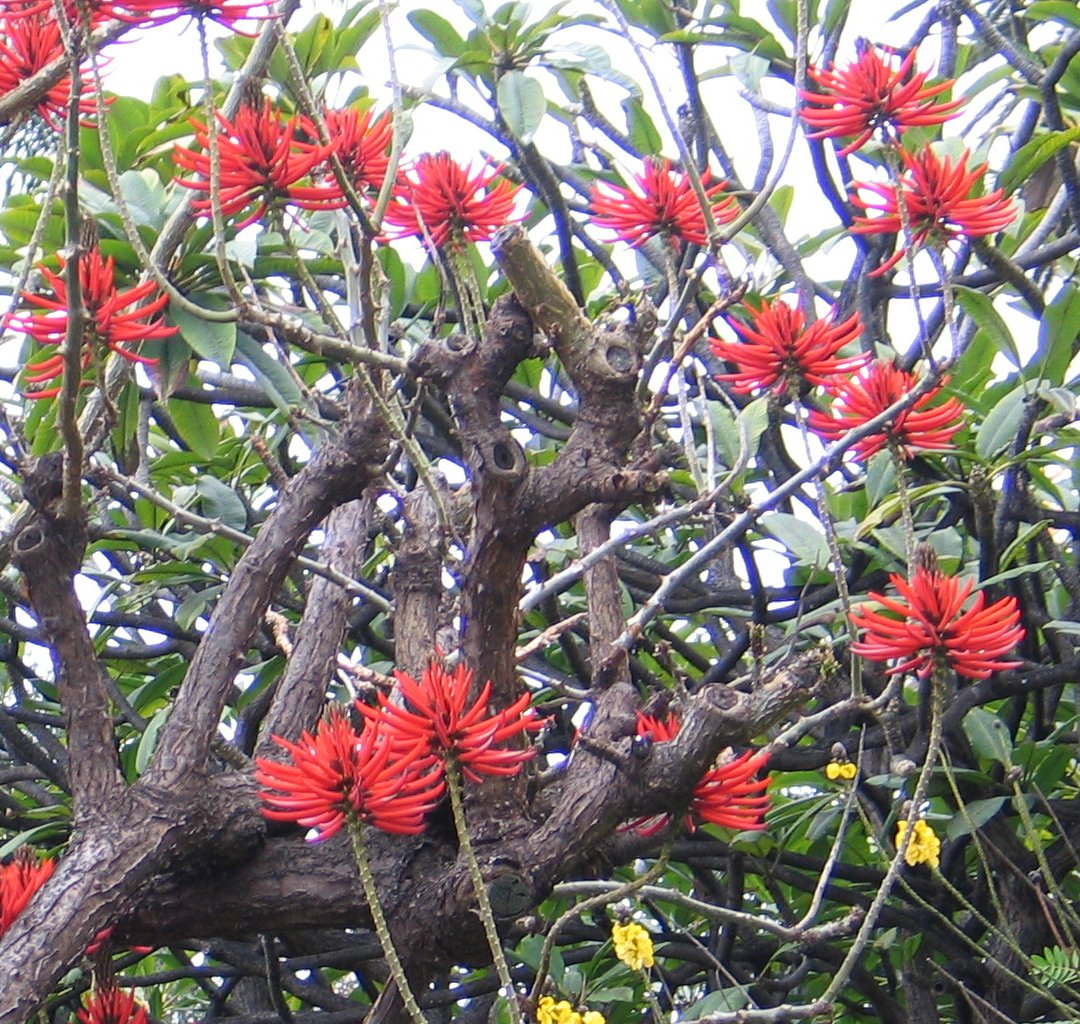
Erythrina speciosa

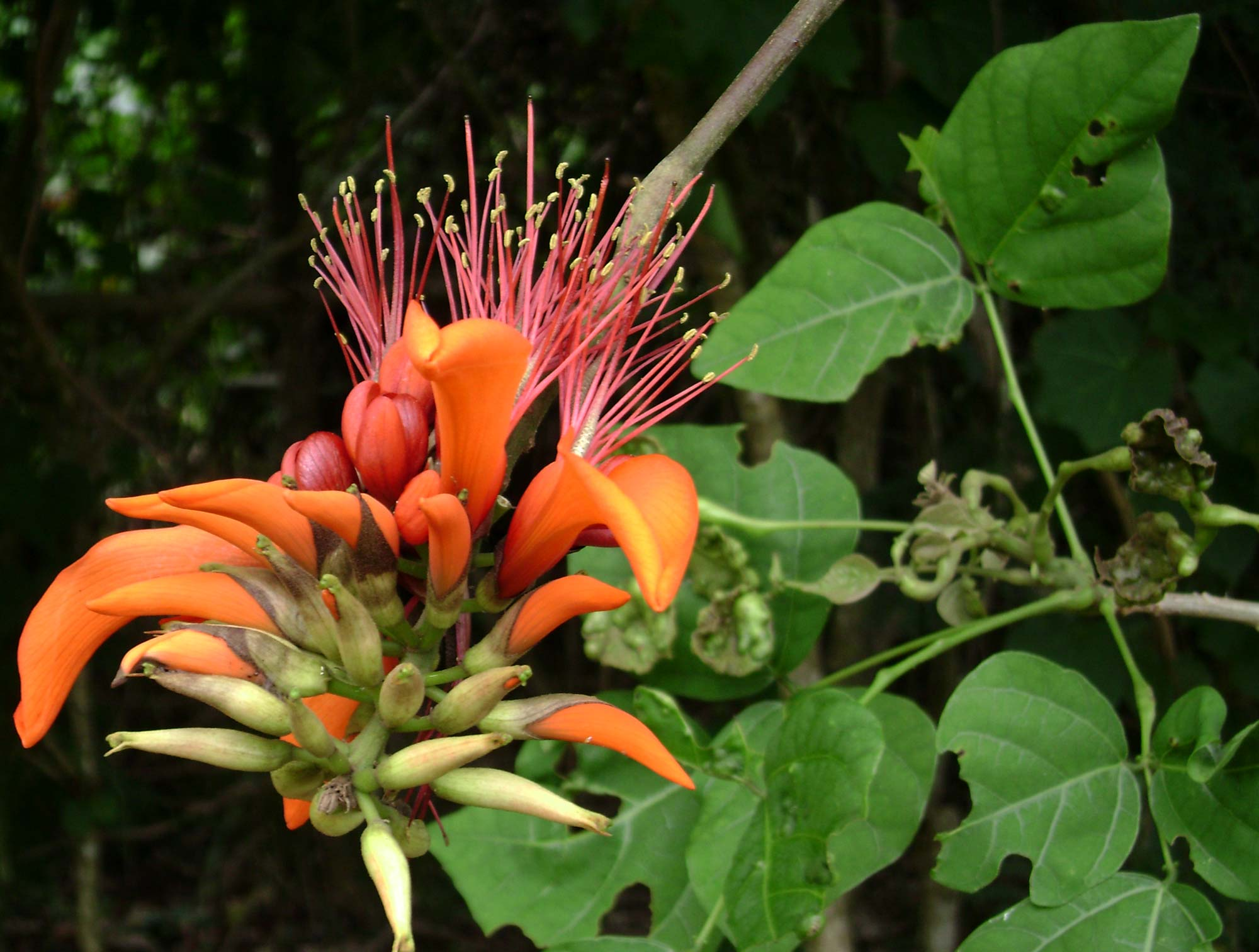
Erythrina variegata

- Erythrina addisoniae Hutch. & Dalziel
- Erythrina amazonica Krukoff
- Erythrina americana Mill.
- Erythrina ankaranensis Du Puy & Labat
- Erythrina arborescens Roxb.
- Erythrina atitlanensis Krukoff & Barneby
- Erythrina barqueroana Krukoff & Barneby
- Erythrina batolobium Barneby & Krukoff
- Erythrina baumii Harms
- Erythrina berenices Krukoff & Barneby
- Erythrina berteroana Urb.
- Erythrina bogotensis W.Bull
- Erythrina breviflora Moc. & Sessé ex DC.
- Erythrina brucei Schweinf.
- Erythrina buchii Urb.
- Erythrina burana Chiov.
- Erythrina burttii Baker f.
- Erythrina caffra Thunb.
- Erythrina calcicola Tetsana & Poopath
- Erythrina caribaea Krukoff & Barneby
- Erythrina castillejiflora Krukoff & Barneby
- Erythrina chiapasana Krukoff
- Erythrina chiriquensis Krukoff
- Erythrina cobanensis Krukoff & Barneby
- Erythrina cochleata Standl.
- Erythrina × coddii Krukoff & Barneby
- Erythrina corallodendron L.
- Erythrina coralloides DC.
- Erythrina costaricensis Micheli
- Erythrina crista-galli L.
- Erythrina cubensis C.Wright
- Erythrina decora Harms
- Erythrina droogmansiana De Wild. & T.Durand
- Erythrina × dyeri Hennessy
- Erythrina edulis Micheli
- Erythrina eggersii Krukoff & Moldenke
- Erythrina elenae R.A.Howard & W.R.Briggs
- Erythrina euodiphylla Hassk.
- Erythrina excelsa Baker
- Erythrina falcata Benth.
- Erythrina flabelliformis Kearney
- Erythrina florenciae Krukoff & Barneby
- Erythrina folkersii Krukoff & Moldenke
- Erythrina fusca Lour.
- Erythrina gibbosa Cufod.
- Erythrina globocalyx Porsch & Cufod.
- Erythrina goldmanii Standl.
- Erythrina greenwayi Verdc.
- Erythrina grisebachii Urb.
- Erythrina guatemalensis Krukoff
- Erythrina haerdii VerDC.
- Erythrina hazomboay Du Puy & Labat
- Erythrina × hennessyae Krukoff & Barneby
- Erythrina herbacea L.
- Erythrina hondurensis Standl.
- Erythrina horrida DC.
- Erythrina huehuetenangensis Krukoff & Barneby
- Erythrina humeana Spreng.
- Erythrina insularis Bailey
- Erythrina × johnsoniae Hennessy
- Erythrina lanata Rose
- Erythrina lanceolata Standl.
- Erythrina × lanigera P.A.Duvign. & R.Majot-Rochez
- Erythrina latissima E.Mey.
- Erythrina leptopoda Urb. & Ekman
- Erythrina leptorhiza DC.
- Erythrina linearifoliata Areces
- Erythrina livingstoniana Baker
- Erythrina longipes Moc. & Sessé ex DC.
- Erythrina lysistemon Hutch.
- Erythrina macrophylla  DC.
- Erythrina madagascariensis Du Puy & Labat
- Erythrina melanacantha Harms
- Erythrina mendesii Torre
- Erythrina merrilliana Krukoff
- Erythrina mexicana Krukoff
- Erythrina microcarpa Koord. & Valeton
- Erythrina mildbraedii Harms
- Erythrina mitis Jacq.
- Erythrina mulungu Mart. ex Benth.
- Erythrina nigrorosea (Krukoff & Barneby) G.L.Nesom
- Erythrina numerosa A.R.Bean
- Erythrina oaxacana (Krukoff) Barneby
- Erythrina oliviae Krukoff
- Erythrina orophila Ghesq.
- Erythrina pallida Britton
- Erythrina perrieri R.Vig.
- Erythrina peruviana Krukoff
- Erythrina petraea Brandegee
- Erythrina poeppigiana (Walp.)O.F.Cook
- Erythrina polychaeta Harms
- Erythrina pudica Krukoff & Barneby
- Erythrina pygmaea Torre
- Erythrina resupinata Roxb.
- Erythrina rubrinervia Kunth
- Erythrina sacleuxii Hua
- Erythrina salviiflora Krukoff & Barneby
- Erythrina sandwicensis Degener
- Erythrina santamartensis Krukoff & Barneby
- Erythrina schimpfii Diels
- Erythrina schliebenii Harms
- Erythrina senegalensis DC.
- Erythrina sierra G.L.Nesom
- Erythrina sigmoidea Hua
- Erythrina similis Krukoff
- Erythrina smithiana Krukoff
- Erythrina sousae Krukoff & Barneby
- Erythrina speciosa Andrews
- Erythrina standleyana Krukoff
- Erythrina steyermarkii Krukoff & Barneby
- Erythrina stricta Roxb.
- Erythrina suberosa Roxb.
- Erythrina subumbrans (Hassk.)Merr.
- Erythrina tahitensis Nadeaud
- Erythrina tajumulcensis Krukoff & Barneby
- Erythrina tholloniana Hua
- Erythrina thyrsiflora Gomez-Laur. & L.D.Gomez
- Erythrina tuxtlana Krukoff & Barneby
- Erythrina ulei Harms
- Erythrina variegata L.
- Erythrina velutina Willd.
- Erythrina verna Vell.
- Erythrina vespertilio Benth.
- Erythrina vogelii Hook.f.
- Erythrina wieringae Maesen
- Erythrina williamsii Krukoff & Barneby
- Erythrina zeyheri Harv.

## Usi
Per le loro vistose fioriture, le specie di questo genere sono spesso utilizzate come piante ornamentali.
In Messico, alcune specie di Erythrina, localmente note come tsité, sono considerate come alberi divinatori, e i loro semi utilizzati per la preparazione di bevande allucinogene..
I semi erano inoltre utilizzati nel patolli, un gioco rituale diffuso in buona parte delle culture mesoamericane precolombiane..